# Wolf Donner (Filmpublizist)
Wolf Donner (* 29. April 1939 in Wien; † 6. September 1994 in Berlin) war ein deutscher Filmkritiker und für drei Jahre Festivalleiter der Berlinale.

## Leben
Wolf Donner studierte Germanistik, Philosophie und Theaterwissenschaft. Nach seinem Studium arbeitete er als Journalist. Bei der Wochenzeitung Die Zeit schrieb er Filmkritiken und war für sieben Jahre Filmredakteur.
Als der Gründungsdirektor der Berlinale Alfred Bauer 1976 in den Ruhestand ging, wurde Donner zu seinem Nachfolger berufen. Er leitete das Festival von 1977 bis 1979. Unter seiner Festivalleitung wurde der Termin des Festivals geändert. Seit der Berlinale 1978 findet das Festival im Februar statt und nicht mehr im Sommer.
1979 ging er als Journalist für ein Jahr in die Kulturredaktion der Wochenzeitschrift Der Spiegel und war danach als freiberuflicher Publizist tätig. Donner unterrichtete auch an der Hochschule der Künste Berlin.

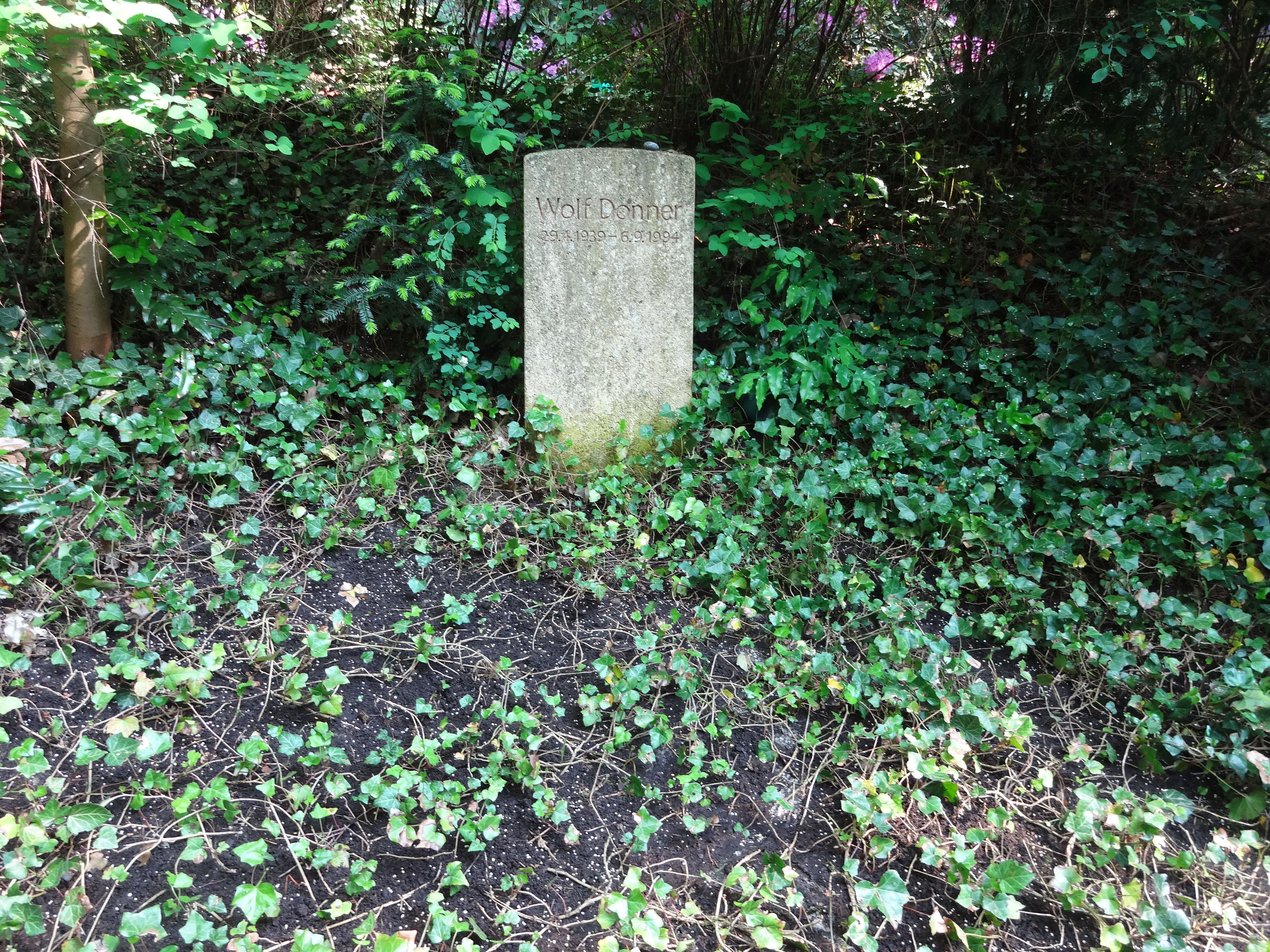
Grab von Wolf Donner auf dem Friedhof Heerstraße in Berlin-Westend

Wolf Donner starb am 6. September 1994 im Alter von 55 Jahren in einem Berliner Krankenhaus an einer Lungenkrankheit, an der er bereits seit einigen Jahren litt. Sein Grab liegt auf dem landeseigenen Friedhof Heerstraße in Berlin-Westend (Grablage: II-Wald-7).
Der Nachlass von Wolf Donner befindet sich im Archiv der Akademie der Künste in Berlin.

## Buchveröffentlichungen
- 1989: Signale der Sinnlichkeit. Erotik im Film. tip-Verlag, ISBN 3-430-12126-4.
- 1995: Propaganda und Film im Dritten Reich. tip-Verlag, ISBN 3-931668-41-X.

## Fernsehen
- 1992: Kann der deutsche Film nicht besser sein?, ARD (zusammen mit Stephan Guntli)

## Filmografie
- 1976  Heinrich
- 1985 Bittere Ernte

## Auszeichnungen
- 1995: Helmut-Käutner-Preis (postum)